# アーダ
『アーダ』（Ada, or Ardor: A Family Chronicle）は、1969年に出版されたウラジーミル・ナボコフの小説。ナボコフが書いた作品の中で最も長編であり、難解と評されることもある。表面上は従兄妹同士であるが実際は実の兄妹であるヴァンとアーダの近親相姦関係がエロティックかつユーモアを交えて描かれる。

## 日本語訳
- 『アーダ』"Ada or Ardor", 1969
  - 斎藤数衛訳、早川書房（上下） 1977年
  - 若島正訳[2]、早川書房（新訳版 上下） 2017年